# Armand de Las Cuevas
Armand de Las Cuevas   (Troyes, 26 de juny de 1968 - Petite-Île, 2 d'agost de 2018) fou un ciclista francès, professional entre 1989 i 1999.
Els seus principals èxits esportius foren una victòria d'etapa al Giro d'Itàlia de 1994, el GP Ouest France-Plouay de 1992 i la Clàssica de Sant Sebastià de 1994.
Durant dotze anys es va retirar a la Reunió per trobar tranquil·litat, lluny del bullici dels anys 90, on el seu talent el va convertir en un líder potencial del ciclisme francès i durant uns anys en el gregari de Miguel Indurain. Armand De Las Cuevas va morir als 50 anys quan es va suïcidar.

## Palmarès
- 1988
  - 1r a la Ruban Granitier Breton
- 1990
  - Vencedor d'una etapa a la Volta a Astúries
- 1991
  -  Campió de França en ruta
  - 1r al GP Ouest France-Plouay
  - Vencedor d'una etapa de la Bicicleta Basca
- 1992
  - Vencedor d'una etapa del Tour de Romandia
- 1993
  - 1r al Gran Premi de les Nacions
  - 1r a l'Étoile de Bessèges i vencedor d'una etapa
  - Vencedor d'una etapa de la París-Niça
- 1994
  - 1r a la Clàssica de Sant Sebastià
  - 1r a la Volta a Burgos i vencedor de 2 etapes
  - 1r a la París-Camembert
  - Vencedor d'una etapa del Tour de Romandia
  - Vencedor d'una etapa del Giro d'Itàlia
- 1995
  - 1r a la Copa de França de ciclisme
  - 1r al Trofeu dels Escaladors
- 1997
  - 1r a la Clàssica de Sabiñánigo
- 1998
  - 1r a la Dauphiné Libéré
  - 1r a la Ruta del Sud i vencedor d'una etapa

### Resultats al Tour de França
- 1992. Fora de control (14a etapa)
- 1994. No surt a la 18a etapa
- 1995. 62è de la classificació general

### Resultats al Giro d'Itàlia
- 1992. 38è de la classificació general
- 1993. 43è de la classificació general
- 1994. 9è de la classificació general. Vencedor d'una etapa. Porta la maglia rosa durant 1 etapa